# Landsvirkjun
Landsvirkjun, la Compañía Nacional de Energía de Islandia, es el generador de electricidad más grande de Islandia y uno de los diez mayores productores de energía renovable en Europa. Landsvirkjun opera 17 plantas de energía en Islandia concentradas en cinco áreas principales de operación.

## Historia
Landsvirkjun fue fundada el 1 de julio de 1965 por el estado de Islandia y la ciudad de Reykjavik. La ciudad de Reykjavík contribuyó a la compañía con tres centrales eléctricas en el río Sog. Poco después comenzó su construcción fundacional en la estación hidroeléctrica de Búrfell. Desde 1965 hasta 2005, el objetivo de Landsvirkjun era producir y distribuir electricidad de alto voltaje. El municipio de Akureyri adquirió una participación en Landsvirkjun en 1983 y se convirtió en el tercer propietario. 
Cuenta con tres centrales hidroeléctricas en el río Laxá, anteriormente propiedad del municipio de Akureyri, las cuales se fusionaron en Landsvirkjun. Las centrales hidroeléctricas Búrfell, Sigalda, Hrauneyjafoss, Blanda, Sultartangi, Vatnsfell y Fljótsdalsstöð fueron construidas por Landsvirkjun. La central geotérmica Krafla quedó bajo la propiedad de Landsvirkjun en 1986. A través de una nueva ley de electricidad en 2005, la División de Transmisión de la compañía se convirtió en Landsnet, una sociedad limitada independiente y una subsidiaria de Landsvirkjun. Landsnet posee y opera el sistema de transmisión islandés y administra el sistema eléctrico del país. 
En 2007, el estado de Islandia se hizo cargo de las acciones de propiedad de Akureyri y Reykjavík en Landsvirkjun, convirtiéndola en una sociedad pública, totalmente propiedad del estado de Islandia. En diciembre de 2012, Landsvirkjun erigió dos turbinas de viento, en un área conocida como Hafið, dentro del área de construcción de la central eléctrica Búrfell, en el sur de Islandia. Las turbinas tienen un total de 2 MW de potencia instalada.